# Беовульф (фільм, 2007)
«Беову́льф» (англ. Beowulf) — фентезійна драма 2007 року знаменитого режисера Роберта Земекіса за мотивами однойменного давньоанглійського епосу. Фільм створено за допомогою технології «захоплення руху» (Motion capture) з повністю комп'ютерним відеорядом, рухами і мімікою живих акторів, взятих за основу.

## Сюжет
Могутній воїн Беовульф приходить на допомогу королю Гротґару. Його завдання — вбити жахливого монстра Ґренделя. Беовульфу вдається перемогти, і старий Гротґар нагороджує героя не тільки золотом, але й королівством і навіть своєю молодою дружиною. Однак виявляється, що у Ґренделя є матір, яка прагне помститися за вбитого сина. Беовульф рушає до печери демониці, щоб вбити її, але та постає перед ним в образі привабливої жінки. Беовульф погоджується на угоду з демоницею — вона від нього буде мати сина в обмін на його славу і перемогу.
Воїн повертається назад з вісткою про те, що він переміг матір Гренделя, проте король підозрює, що це неправда, оскільки він сам колись уклав таку ж угоду. Гротґар помирає, призначивши перед цим Беовульфа своїм наступником. Через багато років правління короля Беовульфа королівство опиняється знову перед загрозою дракона — сина Беовульфа і демониці, якого потрібно зупинити.

## В ролях
- Рей Вінстон — Беовульф
- Кріспін Гловер — Ґрендель
- Анджеліна Джолі — Матір Ґренделя
- Ентоні Гопкінс — Король Гротґар
- Джон Малкович — Унферт
- Брендан Глісон — Віґлаф
- Робін Райт — Королева Вельхтеов
- Елісон Ломан — Урсула
- Себастьян Роше — Вульфгар

## Касові збори
Під час показу в Україні, що розпочався 22 листопада 2007 року, протягом перших вихідних фільм демонстрували на 52 екранах, що дозволило йому зібрати $376,078 і посісти 1 місце в кінопрокаті того тижня. Фільм опустився на друге місце українського кінопрокату наступного тижня, хоч і демонструвався на 52 екранах і зібрав за ті вихідні ще $135,161. Загалом фільм в кінопрокаті України зібрав $725,716, посівши 23 місце серед найбільш касових фільмів 2007 року.
У США фільм зібрав 82,2 млн. дол., у решті світу — 114,1 млн. дол. Загальні збори склали 196,3 млн. дол. Фільм показали у 3 153 кінотеатрах.